# Peugeot 206 WRC
De Peugeot 206 WRC is een rallyauto, gebaseerd op de Peugeot 206 en ingedeeld in de World Rally Car categorie, die door Peugeot werd ingezet in het Wereldkampioenschap Rally, tussen het seizoen 1999 en 2003.
De auto bezorgde het team weer de successen die het in de jaren tachtig tijdens het Groep B-segment had met de Peugeot 205 Turbo 16, met drie opeenvolgende wereldtitels bij de constructeurs in 2000, 2001 en 2002, waarnaast kopman Marcus Grönholm kampioen werd bij de rijders in 2000 en 2002. Met rijders Grönholm, Gilles Panizzi, Harri Rovanperä en Didier Auriol won het bij elkaar ook 24 WK-rally's.

## Specificaties
| Carrosserie           | Merk               | Peugeot                              |  |  |
| Carrosserie           | Type               | 206 WRC                              |  |  |
| Carrosserie           | Body               | Monocoque, 3-deurs                   |  |  |
| Carrosserie           | Materiaal          | Staal                                |  |  |
|                       |                    |                                      |  |  |
| Afmetingen en gewicht | Lengte             | 4005 mm                              |  |  |
| Afmetingen en gewicht | Breedte            | 1770 mm                              |  |  |
| Afmetingen en gewicht | Hoogte             | 1330 mm                              |  |  |
| Afmetingen en gewicht | Wielbasis          | 2486 mm                              |  |  |
| Afmetingen en gewicht | Gewicht            | 1230 kg                              |  |  |
|                       |                    |                                      |  |  |
| Technisch             | Motor              | 2-liter, 4 cilinder, 16-valve        |  |  |
| Technisch             | Motor positie      | voor, transvers                      |  |  |
| Technisch             | Capaciteit         | 1997,5 cc                            |  |  |
| Technisch             | Boring × Slag      | 85 × 88                              |  |  |
| Technisch             | Ventielen per cil. | 4                                    |  |  |
| Technisch             | Nokkenas           | 2 ohc                                |  |  |
| Technisch             | Vermogen           | 300 Pk/5250 tpm                      |  |  |
| Technisch             | Max. koppel        | 635 Nm/4000 tpm                      |  |  |
| Technisch             | Verbranding        | -                                    |  |  |
| Technisch             | Transmissie        | 5 versnellingen, X-trac, sequentieel |  |  |
| Technisch             | Aandrijving        | 4WD                                  |  |  |
| Technisch             | Ophanging          | McPherson                            |  |  |